# Paraplodes
Paraplodes là một chi bướm đêm thuộc họ Geometridae.